# Cratere Rabe
Rabe  è un cratere sulla superficie di Marte.